# Léandre Vilain
Léandre Vilain (Trazegnies, 26 februari 1866 - Oostende, 16 november 1945) was een Belgische organist en componist.

## Persoonsgegevens
Léandre Vilain was de zoon van Léandre-Ghislain Vilain, een opzichter in de steenkoolmijnen van Courcelles, en van Marie-Thérèse Sabaut. Hij huwde met Clara Van Weddingen (Wetteren, 11 september 1874 - Oostende, 28 augustus 1947) en had twee zonen Jean Vilain (°1904) en Charles Vilain. Hij woonde in Oostende achtereenvolgens in de Kerkstraat, 19 en later in zijn Villa Widor aan de Van Iseghemlaan 10, waar hij na een korte ziekte overleed.
Léandre Vilain werd benoemd tot Officier in de Leopoldsorde (1920) en tot Officier in de Kroonorde.

## Levensloop
Over Vilains roeping tot muziekkunstenaar bestaat een nu oncontroleerbaar, vol romantiek doorweven verhaal, dat onder meer door G. Van Pamel in Ons Volk Ontwaakt verteld werd: gepatroneerd door de kasteelheer van Trazegnies zou de jonge Vilain naar Mechelen gestuurd zijn geworden om er bij Jacques-Nicolas Lemmens (1823-1881) orgel te studeren. Vilain combineerde zijn studies te Mechelen met een bescheiden betrekking als organist bij de Josephieten te Leuven.
Na de dood van Lemmens zette Vilain zijn orgelstudies verder bij Alphonse Mailly (1833-1918) aan het Brusselse conservatorium. Daar behaalde Vilain in 1889 niet alleen zijn einddiploma, maar ook zijn bekwaamheidsdiploma (Diplôme de capacité). Dit laatste diploma was uiterst moeilijk te behalen en werd slechts viermaal uitgereikt in het dertigjarige professoraat van Alphonse Mailly
Op 3 maart 1890 volgde Vilain Auguste Wiegand op als orgelist van de Sint-Petrus-en-Pauluskerk te Oostende, dit na een overtuigend proefspel op het orgel van die kerk. Wiegand zou zijn carrière verder uitbouwen in Australië. Later werd Vilain ook titularis van de orgelbank in het Oostendse Kursaal, een functie die voorheen ook door Wiegand werd waargenomen.
Het is als organist van het destijds wijdvermaarde Kursaal dat Vilain zich in korte tijd tot een internationale beroemdheid wist op te werken. Elk seizoen bracht hij praktisch dagelijks recitals waarin hij, in een verbluffend-virtuoze stijl, vooral arrangementen van populair-klassieke muziek bracht. Daarnaast verzorgde Vilain de orgelpartijen in de orkestwerken die door het Kursaalorkest (met 125 man muzikanten) werden uitgevoerd.
Ook de plechtige zondagsmissen in zowel de oude Sint-Pieterskerk, de noodkerk die na de brand van 1896 werd opgetrokken als in de nieuwe Sint-Petrus-en-Pauluskerk (neogotisch heropgebouwd tussen 1901 en 1907), die door Vilain werden opgeluisterd, waren vaste afspraken voor de liefhebbers van romantische orgelmuziek.
Vilains persoonlijke vriendschap met zijn Parijse collega Charles–Marie Widor (1845-1937) bracht deze laatste ertoe in juli 1895 een recital te komen geven in het Oostendse Kursaal.
De faam als virtuoos die Vilain wist te verwerven door zijn ontelbare recitals in het Kursaal, maakte hem algauw tot een gevierd solist in binnen- en buitenland. Hij werd veel gevraagd voor concerten en inspelingen van nieuwe orgels. Zo gaf Vilain onder meer recitals te Londen, Bradford, Rugby, Manchester, Glasgow, Rome, Algiers en Marseille. In Oostende werd hij dan vaak vervangen door leerlingen, onder andere Jenny Van Rysselberghe.
De Eerste Wereldoorlog brak het elan van Oostende als kosmopolitische badstad. Na de oorlog vond het Kursaal de bruisende schittering van voorheen niet meer terug. Het aantal concerten en orgelrecitals werd teruggeschroefd. Ondertussen begon ook de muzikale smaak te veranderen.
Een nieuwe generatie muziekliefhebbers waardeerde de romantische interpretaties van uitvoerders zoals Vilain niet meer. De terugkeer naar "stijlzuivere" muziek werd het devies. Toch behield Vilain lange tijd zijn schare bewonderaars en in december 1920 ondernam hij nog een succesvolle tournee doorheen Spanje.
Op 3 maart 1940 vierde Vilain zijn gouden jubileum als organist van de Sint-Petrus-en-Pauluskerk. Tijdens een plechtige huldiging werd op het doksaal van de kerk een herinneringsplaket onthuld.
Gedurende de Tweede Wereldoorlog werd Vilain net als zovele andere oudere Oostendenaars uit de stad geëvacueerd. Al die tijd verbleef hij te Ninove, waar zijn leerlinge Jenny Van Rysselberghe -intussen notarisvrouw Cohen geworden- woonde. In januari 1945 kwam hij te Oostende terug. Ondertussen was het Kursaal gesloopt en zijn vertrouwde instrument was voorgoed verdwenen.

## Orgeldocent
Op 3 september 1902 had Vilain Joseph Tilborgs opgevolgd als orgelleraar aan het Koninklijk Conservatorium te Gent. Voor de organistenopleiding voerde Vilain er de Lemmens-methode door. De organisten Maxime Vanneste, August Maeckelberghe, Jenny Van Rysselberghe, L. Impe, D. Clément, Solange De Gryse en Berthe Pluym waren zijn beste leerlingen.
Op 25 november 1931 nam Flor Peeters die leraarstaak van Vilain over.

## Componist
Vilain was ook bedrijvig als toondichter. In de programma’s van zijn orgelrecitals komen dikwijls eigen werken voor: Invocation, Pourquoi?, Alleluia, Tristes est anima mea, Marche Solemnelle, In memoriam, Mélodies. Zijn Treurmarsch opgedragen aan Alphonse Mailly, werd in 1895 door de Orgelistenbond van West-Vlaanderen uitgegeven. Het is een compositie die laatromantische pathetiek verzoent met dito sentimentaliteit in het middengedeelte: typisch voor de smaak van Vilain en zijn publiek.

## Trivia
- Er werd een plein naar hem genoemd in Oostende, en een straat in zijn geboorteplaats Trazegnies.
- Er bestaat een prentkaart met een foto van Vilain.
- Zijn grafsteen bevindt zich op de begraafplaats Stuiverstraat, Oostende